# Municipio de Chandlerville
El municipio de Chandlerville (en inglés, Chandlerville Township) es un municipio del condado de Cass, Illinois, Estados Unidos. Tiene una población estimada, a mediados de 2023, de 444 habitantes.

## Geografía
Está ubicado en las coordenadas 40°04′11″N 90°05′45″O / 40.06972, -90.09583 (40.069773, -90.095842). Según la Oficina del Censo, tiene una superficie total de 65.6 km², de los cuales 64.7 km² corresponden a tierra firme y 0.9 km² están cubiertos de agua.

## Demografía
Según el censo de 2020, en ese momento había 458 personas residiendo en la zona. La densidad de población era de 7.1 hab./km². El 97.16 % de los habitantes eran blancos, el 0.66 % eran afroamericanos, el 0.22 % era asiático, el 1.31 % eran de otras razas y el 0.66 % eran de una mezcla de razas. Del total de la población, el 1.53 % eran hispanos o latinos de cualquier raza.